# Acantholimon cymosum
Acantholimon cymosum är en triftväxtart som beskrevs av Aleksandr Andrejevitj Bunge. Acantholimon cymosum ingår i släktet Acantholimon och familjen triftväxter. Inga underarter finns listade i Catalogue of Life.